# Джеймс Тьєррі
Джеймс Тьєррі́ (фр. James Thiérrée, повне ім'я — Джеймс Спенсер Генрі Едмонд Марсель Тьеррі (фр. James Spencer Henry Edmond Marcel Thierrée); нар. 2 травня 1974, Лозанна, Швейцарія) — швейцарський цирковий акробат, скрипаль, танцівник, мім, актор і режисер. Внук Чарлі Чапліна та правнук драматурга Юджина О'Ніла.

## Біографія
Джеймс Тьєррі народився 2 травня 1974 року в Лозанні, Швейцарія. У 1978 році Тьєррі дебютував на сцені у віці чотирьох років, виступаючи разом зі своєю старшою сестрою, Аурелією Тьєррі, в невеликому цирку своїх батьків — Вікторії Чаплін та Жана-Батиста Тьєррі, — Уявний цирк (фр. Le Cirque Imaginaire). Він гастролював з цирком і його наступником, Невидимим цирком (фр. Le Cirque Invisible), протягом усього дитинства і в підлітковому віці, аж до 1994 року. Після цього Джеймс навчався в Американській школі у Парижі, потім у міланському Piccolo Teatro, в паризькій Вищій національній консерваторії драматичного мистецтва та у Гарвардській театральній школі у США. .
У 1991 році, у віці п'ятнадцяти років Джеймс Тьєррі дебютував у кіно роллю Аріеля у фільмі Пітера Гріневея «Книги Просперо», і з тих пір з'явився в декількох фільмах. Він був номінований у 2006 році на французькі національну кінопремію «Сезар» як найперспективніший актор за роль у фільмі Антуана де Кона «Прекрасна незгода» (2006).
У 1998 році Тьєррі заснував свою власну театральну компанію La Compagnie Du Hanneton, на сцені якої поставив декілька вистав, які отримали прекрасні відгуки критиків і принесли йому чотири премії Мольєра. Саме ці шоу, в яких поєднуються пантоміма та акробатика і прославили Джеймса Тьєррі.
У 2008 році Джеймс Тьєррі як режисер поставив короткометражну стрічку «Ілюзії», яка була відзначена Спеціальною згадкою журі на Міжнародному кінофестивалі короткометражних фільмів у Клермон-Феррані.
У 2013 році Тьєррі брав участь у сценографічному турі Матьє Шедіда.
У 2016 році Джеймс Тьєррі знявся в ролі клоуна Футіта в біографічному фільмі режисера Рошді Зема «Шоколад» про першого чорношкірого клоуна Франції у виконанні Омара Сі. За цю роль Тьєррі, спільно Омаром Сі, був номінований як найкращий актор на здобуття Премії «Люм'єр» 2017 року.

## Фільмографія (вибіркова)
| Рік       |    | Українська назва                | Оригінальна назва                   | Роль                                |
| --------- | -- | ------------------------------- | ----------------------------------- | ----------------------------------- |
| 1991      | ф  | Книги Просперо                  | Prospero's Books                    | Аріель                              |
| 1993      | ф  |                                 | Stefano Quantestorie                | підліток Стефано                    |
| 1994      | ф  | Дівчинка в кавуні               | The Girl in the Watermelon          | Метт Каррер                         |
| 1995      | ф  | Повне затьмарення               | Total Eclipse                       | Фредерік                            |
| 1996      | тф | Лінія життя                     | Lifeline                            | Піно                                |
| 1996      | ф  | Прекрасна зелена                | La belle verte                      | Месаж                               |
| 1997      | ф  | Генеалогія злочину              | Généalogies d'un crime              | молодий американський актор         |
| 1997      | ф  | Горбань                         | Le bossu                            | Марчелло                            |
| 1999      | ф  | Апасіоната                      | Appassionate                        | Жоель                               |
| 2000      | ф  | Ватель                          | Vatel                               | герцог де Лонгвіль                  |
| 2001      | ф  | Довга, довга, довга ніч кохання | Una lunga lunga lunga notte d'amore | Габріель                            |
| 2001—2003 | с  | Ларго Вінч                      | Largo Winch                         | Людвіг Шинінг                       |
| 2002      | ф  | Так, ні                         | Oui non                             |                                     |
| 2003      | ф  | Через 18 років                  | 18 ans après                        | Артур                               |
| 2003      | ф  | Нічого, такий порядок           | Rien, voilà l'ordre                 | Алексіс                             |
| 2003      | ф  | Три жінки                       | L'acqua... il fuoco ...             |                                     |
| 2005      | ф  | Прощавай, чорний дрозде         | Bye Bye Blackbird                   | Жозеф                               |
| 2005      | тф | Кармен                          | Carmen                              | Мерсьєр                             |
| 2006      | ф  | Прекрасна незгода               | Désaccord parfait                   | Поль Ґайлор                         |
| 2007      | ф  | Таємниця Антуана Ватто          | Ce que mes yeux ont vu              | Вінсент                             |
| 2008      | кф | Ілюзії                          | Les illusions                       |                                     |
| 2009      | ф  | Свобода                         | Liberté                             | Фелікс Лавель на прізвисько «Талош» |
| 2011      | ф  | Подивіться, як вони танцюють    | Voyez comme ils dansent             | Віктор Клеман «Вік»                 |
| 2013      | ф  | Мої заняття боротьбою           | Mes séances de lutte                | Луї                                 |
| 2016      | ф  | Шоколад                         | Chocolat                            | Жорж Футіт                          |
| 2018      | ф  | Імператор Парижа                | L'Empereur de Paris                 | герцог                              |

## Визнання
| Рік                                                    | Категорія                     | Фільм             | Результат |
| ------------------------------------------------------ | ----------------------------- | ----------------- | --------- |
| Кінофестиваль короткометражного кіно в Клермон-Феррані |                               |                   |           |
| 2008                                                   | Спеціальна згадка журі        | Ілюзії            | Перемога  |
| Премія «Сезар»                                         |                               |                   |           |
| 2007                                                   | Найперспективніший актор      | Прекрасна незгода | Номінація |
| 2017                                                   | Найкращий актор другого плану | Шоколад           | Перемога  |
| Премія «Люм'єр»                                        |                               |                   |           |
| 2017                                                   | Найкращий актор               | Шоколад           | Номінація |